# 캘리포니아 대학교 로스앤젤레스
캘리포니아 대학교 로스앤젤레스(영어: University of California, Los Angeles, 줄여서 UCLA)는 1919년에 설립, 미국 캘리포니아주 로스앤젤레스에 위치한 미국의 대학교이다. U.S. News & World Report가 발표한 2018-2024년 미국 학부대학순위에서 7년 연속 공립대학 1위로 랭크 되었으며, 타임지가 발표한 2024년 세계대학순위에서는 18위를 차지하였다. 미국에서 지원자수가 가장 많은 대학 중 하나이고, 졸업생과 교수 포함 15명의 노벨상 수상자를 배출한 연구 중심 대학으로도 평가받는다. 미국 공립대들 중에서 가장 많은 기부금을 모금하는 학교이며 2018년에는 하버드, 스탠포드, 컬럼비아에 이어서 미국에서 4번째로 많은 기부금을 모금하였다.
학문 외에도 스포츠 팀이 강하기로 유명한데, 총 214명의 올림픽 메달리스트(금 106, 은 54, 동 54)를 배출했다. 1969년 스탠퍼드 대학교 연구 기관과의 협력으로 만들어진 세계 최초의 컴퓨터 네트워크이자 현재의 인터넷의 기반이 된 아파넷이 개발된 곳으로도 유명하다. 이 대학 병원인 로널드 레이건 메디컬 센터는 전국적으로도 이름이 높으며, 많은 할리우드 스타들과 영화감독, 영화음악감독들을 배출해낸 학교로도 유명하다.
미국의 최상위권 대학교 중 인종 다양성과 문화 다양성, 경제 다양성이 가장 높은 대학교이다.

## 역사

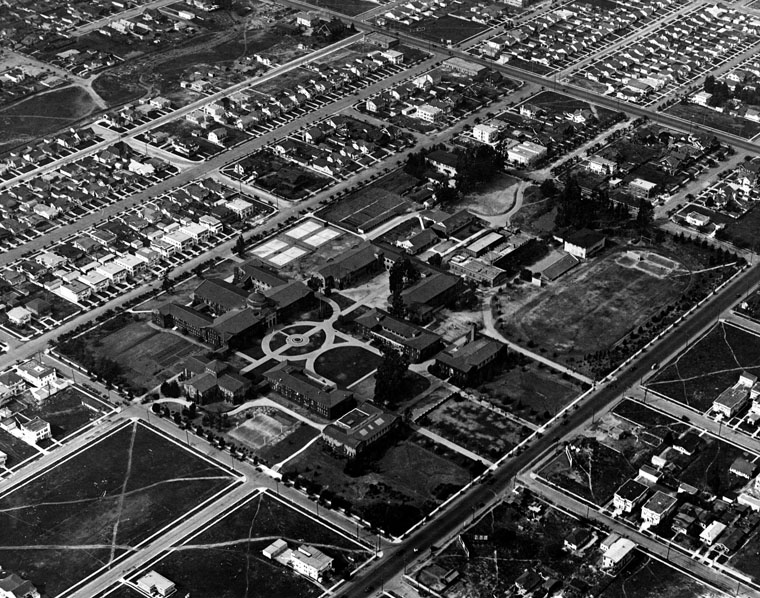
캘리포니아 대학교 남부 분교
(Southern Branch of University of California)시절 버몬트(Vermont) 캠퍼스

### 설립
1882년 로스앤젤레스의 주민들의 요청으로 캘리포니아주 정부는 남부 캘리포니아의 인구 증가에 대응할 목적으로 교사를 키우기 위한 학교를 설립하였다. 1914년 이 학교는 할리우드로 옮겨졌으며, 1917년에 이 학교를 버클리에 이은 두 번째 캘리포니아 대학교로 만들기 위한 프로젝트가 추진되어, 1919년 캘리포니아주 정부의 승인을 받았다. 당시의 이름은 캘리포니아 대학교 남부 분교(Southern Branch of the University of California)였고, 이로 인해 교육학부에 이어 일반 인문학부가 설립되었다.

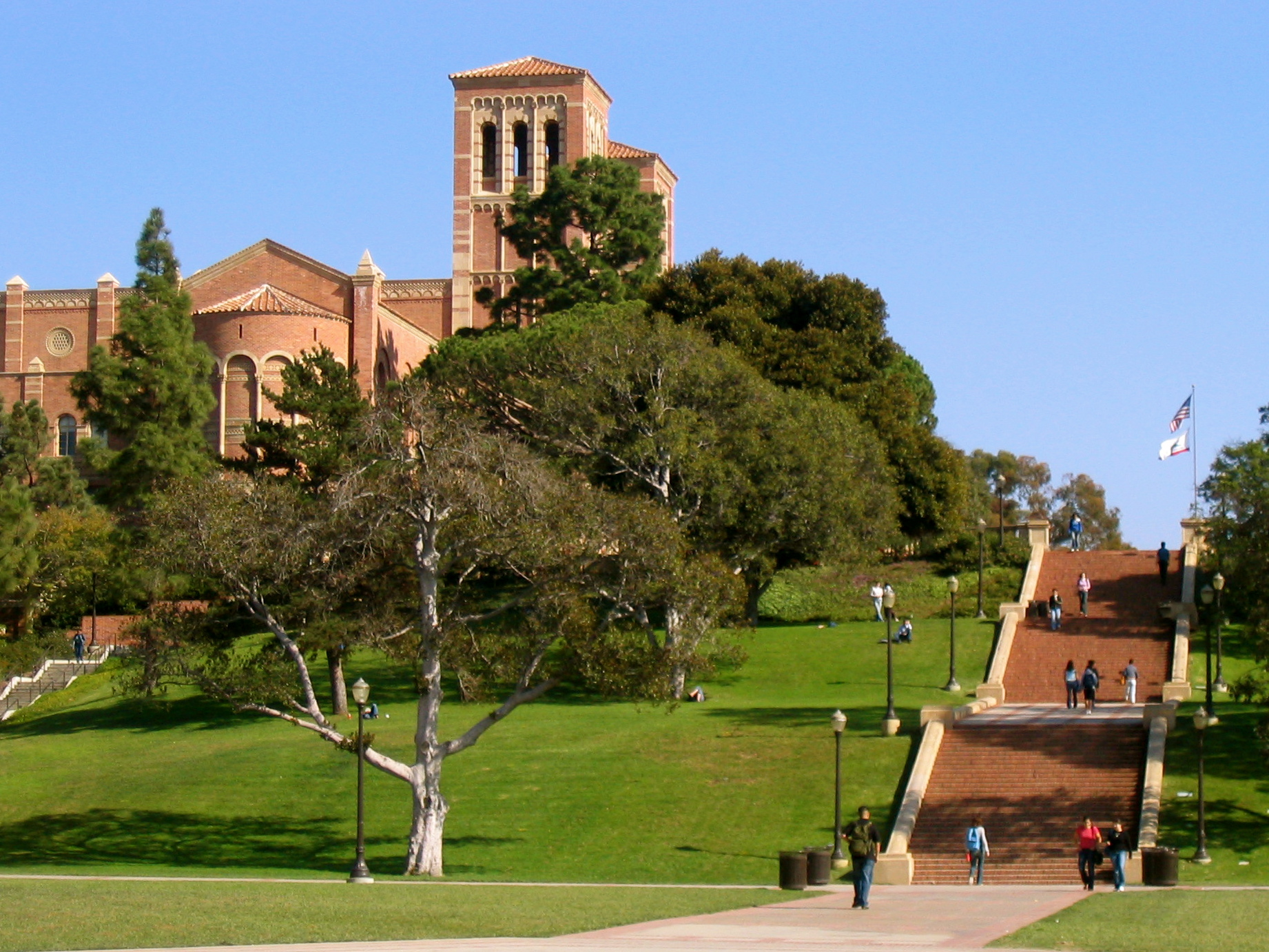
잔스(Janns) 계단.
위로 로이스(Royce) 홀이 보인다.

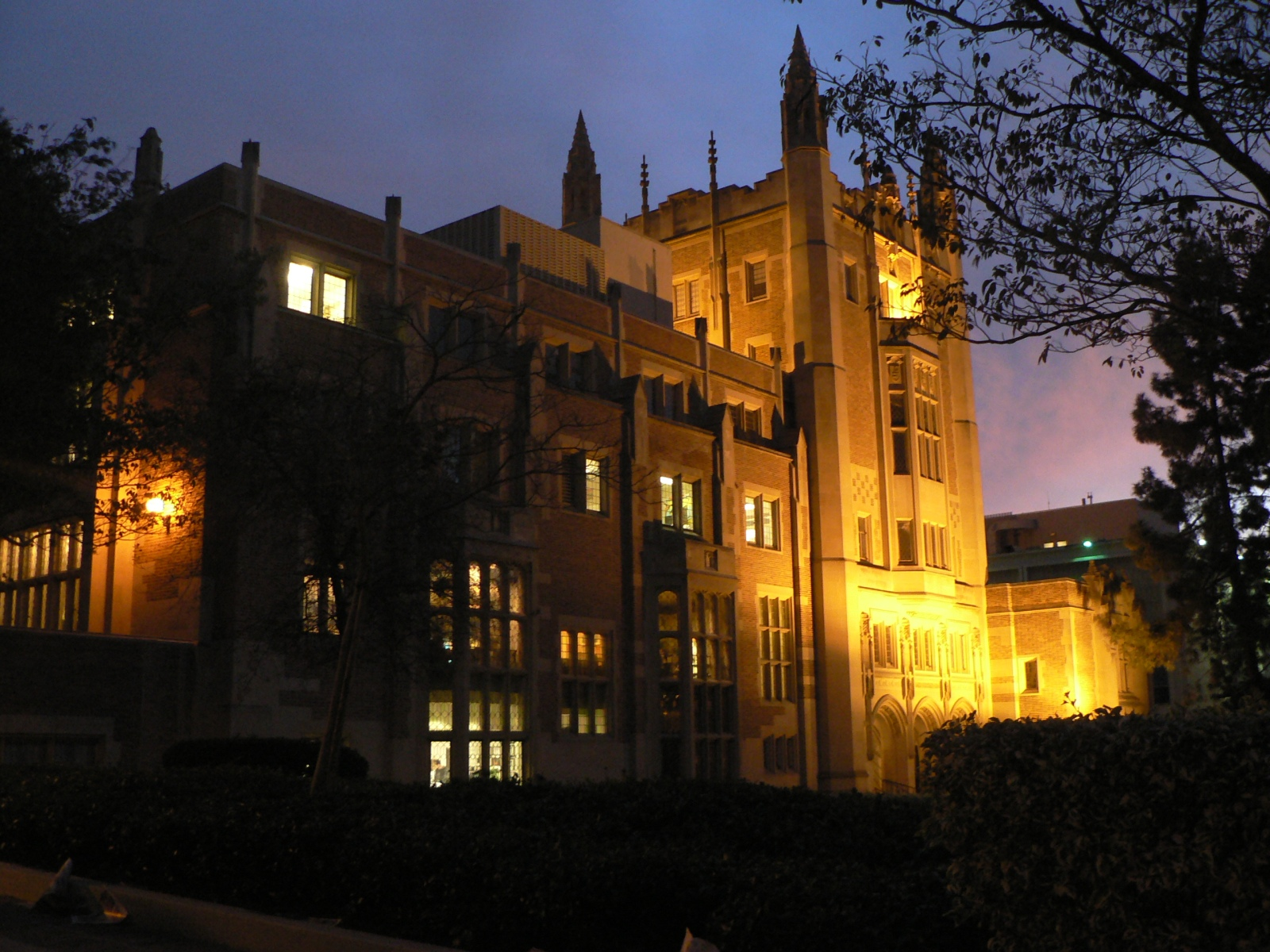
학생회관인 컬커프(Kerckhoff) 홀의 야경.

### 발전
1927년에서야 캘리포니아 대학교 로스앤젤레스(UCLA)라는 이름을 공식적으로 부여받았으며, 현재의 위치인 웨스트우드에 새로운 부지를 확보하여 1929년 4개의 건물로 이루어진 캠퍼스로 이전하였다. 1933년에 석사 과정, 그리고 1936년에 박사 과정이 각각 만들어졌다.
여러 전공 과목과 빌딩들이 건설되었고 현재에 이른다.
1994년 지진으로 피해를 입었으나 십여 년에 걸쳐 복구하였다. 발전 기금을 가장 많이 모은 대학으로 2011년에 러스킨(Ruskin) 부부로부터 $1,000,000을, 린시(Lincy) 재단으로부터 $2,000,000을 기부 받는 등 사회적인 교류와 지원이 활발하다. 비슷한 예로, 한국계 미국인인 데이빗 리(David Lee)가 $1,000,000을 한인이 학장(박노희)으로 있는 이 대학 치과대학에 기부하기도 했다.

## 구성

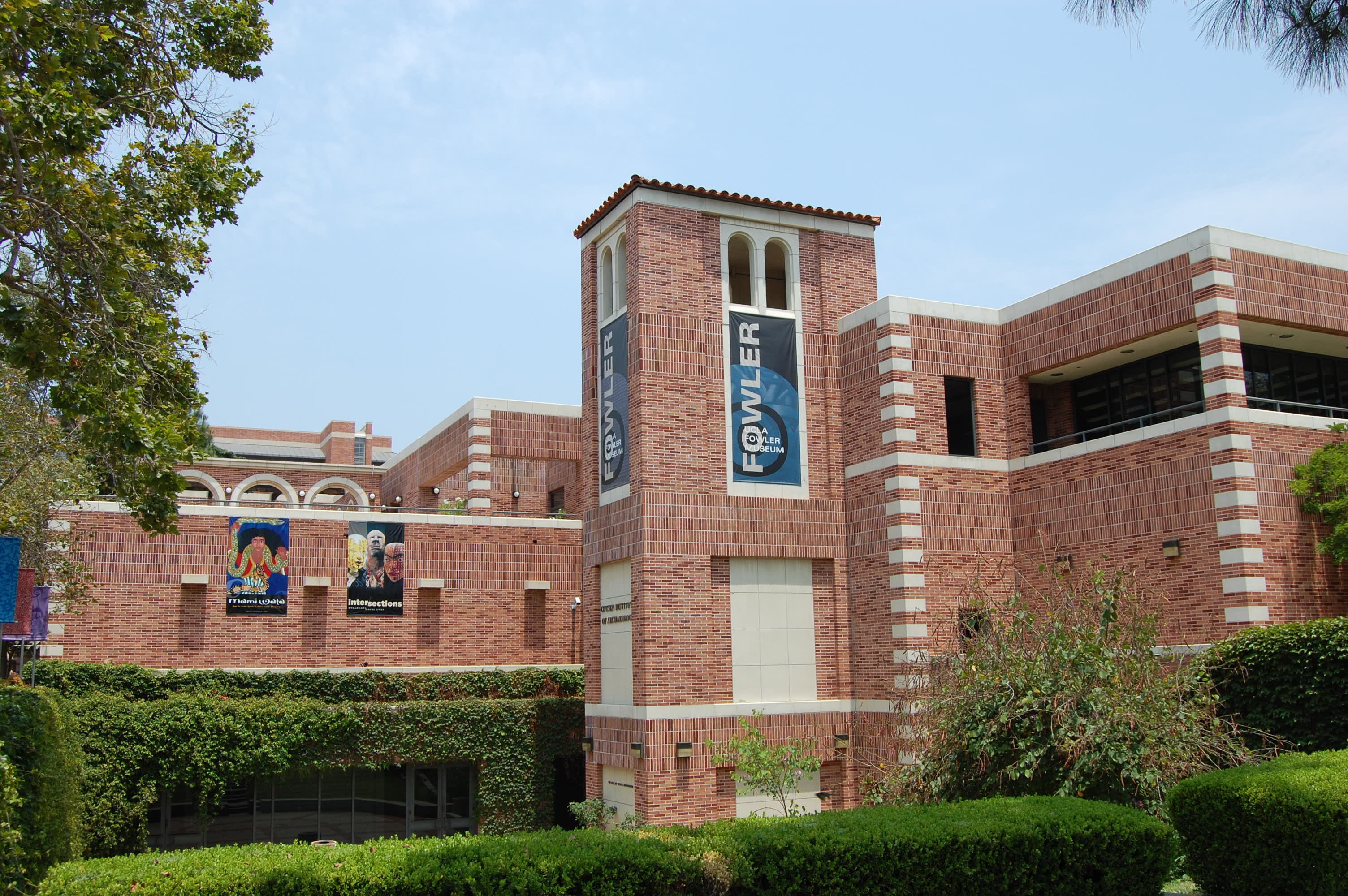
파울러(Fowler) 박물관

UCLA에는 약 25,000의 학부생과 11,000명의 대학원생이 공부하고 있다. 대학의 구성은 다음과 같다.

### 학부대학 및 일반대학원
UCLA는 5개 학부 단과대학이 있다.
- 문리대학(College of Letter and Science) 일반대학원

- 인문 (Humanities)

- 미술사 (Art History)
- 아시아언어 및 문학학 (ages and Cultures)
- 고전학 (Classics)
- 비교문학 (Comparative Literature)
- 영문학 (English)
- 불어학 (French & Francophone Studies)
- 독어학 (Germanic Languages)
- 이탈리아어학 (Italian)
- 인도-유럽학 (Indo-European Studies)
- 법률&철학 (Law and Philosophy)
- 소수성애자학 (LGBTQ Studies)
- 언어학 (Linguistics)
- 음악학 (Musicology)
- 중동학 (Near Eastern Languages and Cultures)
- 철학 (Philosophy)
- 스칸디나비아학 (Scandinavian)
- 슬라브·동유럽·유라시아학 (Slavic, East European & Eurasian Languages & Cultures )
- 서반아&포르투갈어학 (Spanish & Portuguese)
- 종교학 (Study of Religion)

- 사회과학 (Social Sciences)

- 항공우주학 (Aerospace Studies)
- 흑인학 (African-American Studies)
- 미국원주민학 (American Indian Studies)
- 인류학 (Anthropology)
- 고고학 (Archaeology)
- 미국계아시아인학 (Asian American Studies)
- 히스패닉학 (César E. Chávez Department of Chicana and Chicano Studies)
- 커뮤니케이션학 (Communication Studies)
- 보전학 (Conservation)
- 경제학 (Economics)
- 노동학 (Labor Studies)
- 여성학 (Gender Studies)
- 지리학 (Geography)
- 사학 (History)
- 군사과학 (Military Science)
- 해군과학 (Naval Science)
- 정치학 (Political Science)
- 사회학 (Sociology)

- 융합학부 (Interdepartmental Program; Interdisciplinary Education)

- 국제학 (Global Studies)
- 국제개발학 (International Development Studies)
- 국제지역학 (International & Area Studies IDP)

- 아프리카&중동지역학 (African & Middle Eastern Studies)
- 아시아지역학 (Asian Studies)
- 유럽지역학 (European Studies)
- 라틴아메리카지역학 (Latin America Studies)

- 생명과학 (Life Sciences)

- 생태학&진화생물학 (Ecology and Evolutionary Biology)
- 미생물학&면역학&분자유전학 (Microbiology, Immunology, & Molecular Genetics)
- 분자·세포·발달생물학 (Molecular, Cell, and Developmental Biology)
- 통합 생물학 & 생리학 (Integrative Biology and Physiology)
- 심리학 (Psychology)
- 사회 & 유전학 (Society and Genetics)

- 자연과학 (Physical Sciences)

- 대기·해양과학 (Atmospheric and Oceanic Sciences)
- 화학 & 생화학 (Chemistry & Biochemistry)
- 지구과학·행성학·우주과학 (Earth, Planetary, and Space Sciences)
- 물리학 & 천문학 (Physics & Astronomy)
- 수학 (Mathematics)
- 통계학 (Statistics)

- 학부교육 프로그램 및 센터 (Undergraduate Education)

- 예술건축대학·대학원(School of Arts and Architecture)

- 건축&도시설계 (Architecture and Urban Design)
- 예술 (Art)
- 디자인미디어아트 (Design and Media Art)
- 음악 (Music)
- 세계예술·문화/무용 (World Arts and Cultures/Dance)
- 시각·공연예술교육 (Visual and Performing Arts Education)

- 헨리사무엘리공학대학·대학원(Henry Samueli School of Engineering and Applied Science)

- 바이오공학 (Bioengineering)
- 화학·생물분자공학 (Chemical and Biomolecular Engineering)
- 토목·환경공학 (Civil and Environmental Engineering)
- 컴퓨터과학 (Computer Science)
- 전기·컴퓨터공학 (Electrical And Computer Engineering)
- 재료과학·공학 (Materials Science and Engineering)
- 기계·항공공학 (Mechanical and Aerospace Engineering)

- 허브 알퍼트 음악대학·대학원(The Herb Alpert School of Music)

- 인류음악학 (Ethnomusicology)
- 음악 (Music)
- 음악학 (Musicology)

- 연극영화텔레비전대학·대학원(School of Theater, Film, and Television)

- 영화·텔레비전·디지털미디어학 (Film, Television and Digital Media)
- 연극학 (Theater)

- 간호대학·대학원(School of Nursing)

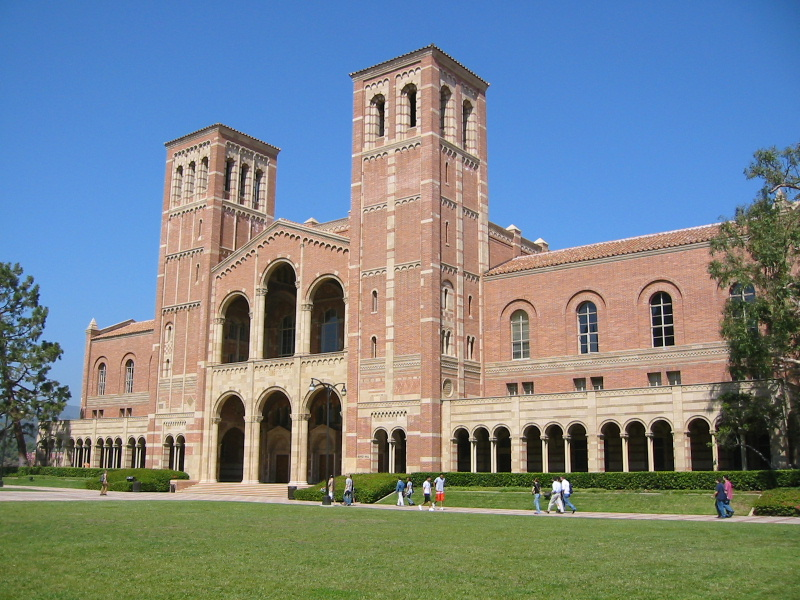
UCLA의 상징 건물인 로이스 홀(Royce Hall). 이탈리아 밀라노의 성당(Basilica of Sant'Ambrogio)에서 모티브를 따왔다.

### 전문 대학원
대학원은 의학대학원, 법학대학원, 경영대학원, 치의학대학원 등이 있다.
- 교육·정보학대학원(Graduate School of Education and Information Studies)
- 앤더슨경영대학원(Anderson School of Management)
- 법학대학원 (School of Law)
- 데이빗 게펜 의학대학원 (David Geffen School of Medicine)
- 치의학대학원(School of Dentistry)
- 필딩 보건대학원(Fielding School of Public Health)
- 러스킨 행정대학원(Luskin School of Public Affairs)
- 신경정신연구원(Neuropsychiatric Institute)

## 학교 현황

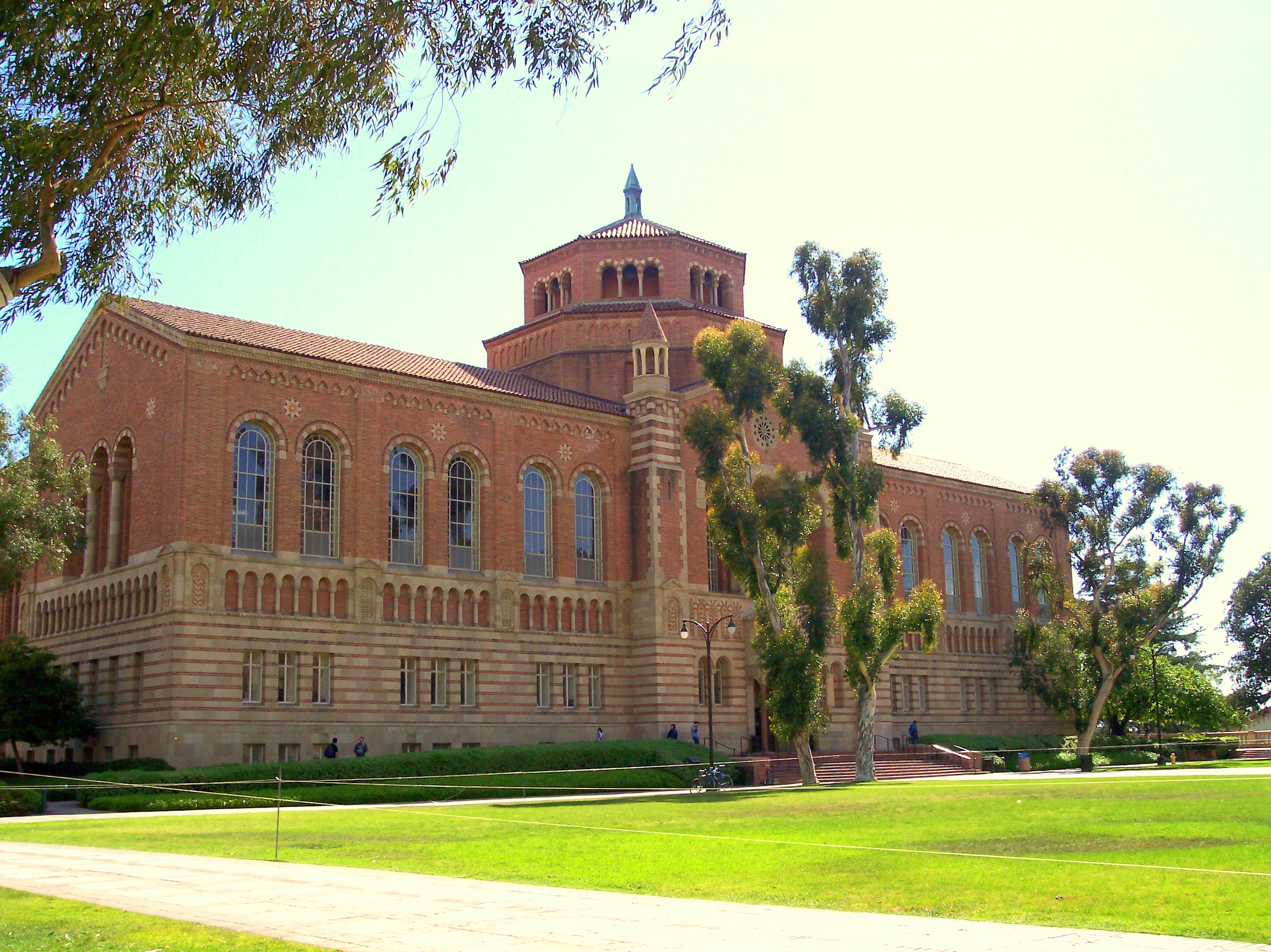
파월(Powell) 도서관

### 순위

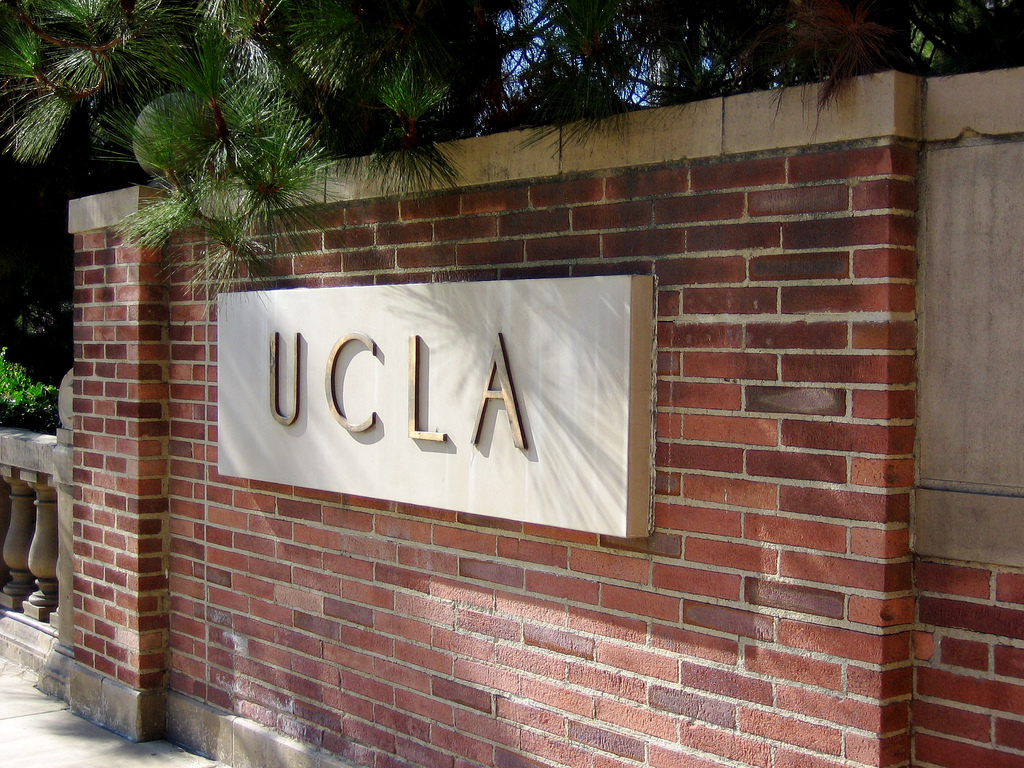
UCLA 입구 사인

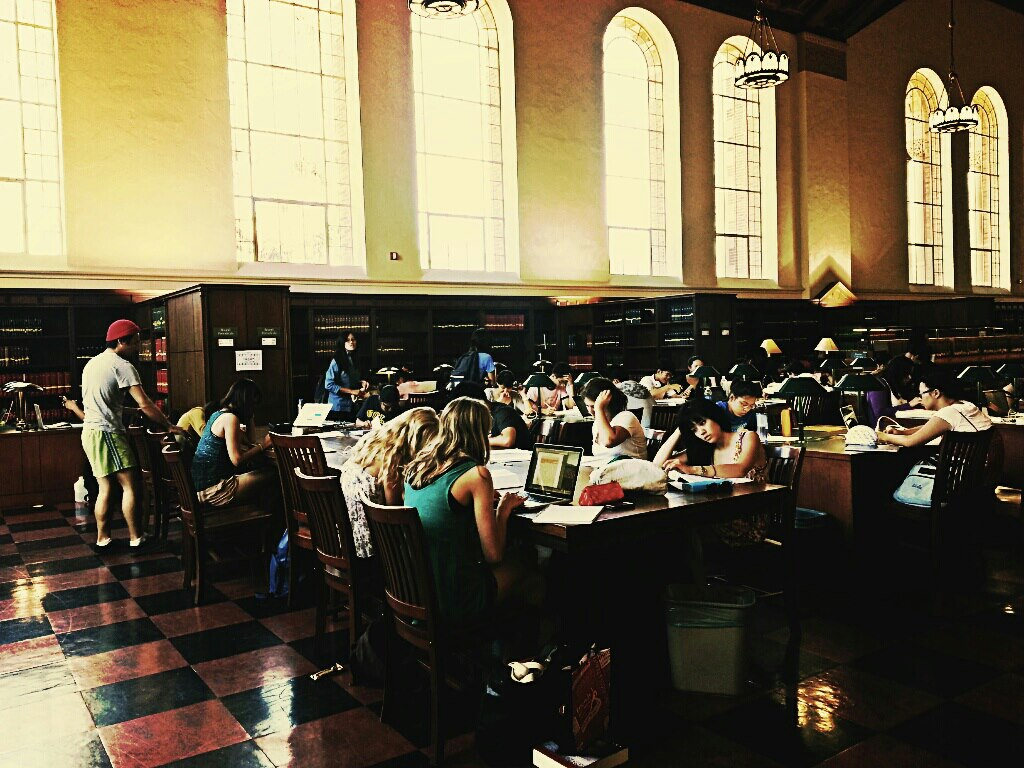
도서관 내부 전경

캘리포니아 대학교 버클리, 버지니아 대학교, 미시간 대학교와 함께 미국 최고의 공립대학으로 뽑히며 특히 의학대학원, 치의학대학원, 교육대학, 건축대학원 등이 유명하다. UCLA의 도서관은 800만 부의 서적을 보유해, 미국 내 장서량으로 최상위권에 있다. 2019년 《U.S. 뉴스 & 월드 리포트》 미국 종합대학 학부 순위에서는 19위를 기록하며 UC버클리를 제치고 미국 공립대학 1위가 되었다. 2019년 QS 랭킹에 따르면 경영대학원이 전세계에서 11위를 차지하였다. 로스쿨이 16위, 교육대학원이 11위, 공학대학원이 16위, 의학대학원이 연구 12위, 1차의료 13위, 미술대학원이 4위를 차지했다.
다음은 종합 순위 목록이다.
미국 국내 학부 순위:
- 19위 - 《U.S. 뉴스 & 월드 리포트》 종합대학 학부 순위 2019[8]
- 25위 - 타임스 고등교육 미국 대학 평가 2019[9]

세계 대학 종합 순위:
- 13위 - 《U.S. 뉴스 & 월드 리포트》 세계 대학 순위 2019[10]
- 11위 - 중국 세계 대학 학술 순위 2018[11]
- 17위 - 타임스 고등교육 세계 대학 평가 2019[12]
- 32위 - 영국 QS 세계 대학 순위 2019[13]

기타 순위
- 총 연구비 지출 - 3위 (785,625,000) (2007년)[14] : 2002~2004년 2위
- 연방차원 연구비 지출 - 6위 ($467,505,000) (2009년)
- 사립 연구비 지출 - 7위 ($2,161,411) (2009년)

### 학부 입학 현황
|        | 2016   | 2015   | 2014   | 2013   |
| ------ | ------ | ------ | ------ | ------ |
| 지원자 | 97,121 | 92,728 | 86,554 | 80,522 |
| 합격자 | 17,474 | 16,016 | 16,059 | 16,448 |
| 합격률 | 18%    | 17.3%  | 18.6%  | 20.4%  |

프린스턴 리뷰(Princeton Review)에 의하면 입학 난이도는 98점으로 어려운 등급에 속하며 1998년 이후 가장 많은 지원자를 받는 학교이다.
2017년에도 역대 최고의 가장 많은 지원자들이 몰리면서 UC Berkeley보다 낮은 합격률을 보였다. 합격하는 학생들의 경우 최상위권의 GPA, SAT, SAT II 성적 및 화려한 스펙을 자랑한다.
| 인종, 2011      | 학부생 | 대학원생 | %     |
| 흑인            | 1,099  | 475      | 4.0%  |
| 아시아/태평양계 | 9,941  | 2,532    | 32.0% |
| 히스패닉        | 4,502  | 1,053    | 13.9% |
| 아메리카 원주민 | 144    | 62       | 0.5%  |
| 백인            | 8,486  | 4,556    | 33.7% |
| 혼혈/기타       | 1,013  | 1,202    | 5.6%  |
| Total           | 27,199 | 12,072   | 100%  |

미국에서 지원자 수가 가장 많은 대학교 중 하나로, 2016년에는 미국 내에서 가장 많은 9만 7064명의 지원자가 몰리기도 하였다. 2009년 가을에 입학하는 신입생의 경우 21.7%가 합격해 미 전국 공립학교 중 가장 낮은 합격률을 자랑하고있다. 2011년 가을에 입학하는 캘리포니아주 출신 학생의 합격률의 경우 17.93%로, UC버클리보다 낮다.
2011년에 인종별 구성은 백인 33.7%, 아시아인(황인) 32.0%, 히스패닉 13.9%, 아프리카계 미국인(흑인) 4.0%으로 매우 다양하고 인종 차별이 발생하기 힘든 조건을 가지고 있다.
2006년 신입생의 경우, 4,700명 중 흑인이 90명밖에 되지 않아(이 중, 20명은 스포츠 선수임), 논란이 있었으나, 이후 소수인종인 흑인과 히스패닉 인종의 구성 비율을 조정하였다. 국제학생, 유학생의 입학은 매우 힘들며, 주 학생을 많이 뽑는데다, 인종 구성 비율이 정해져 있기 때문에 더더욱 힘들다.
대학원의 경우 2005년 치대는 1,465명의 지원자 중 88명만이 합격하였고, 약대는 4.5% 만이 합격하였다.
한 해에 약 5000명의 편입생들이 UCLA에 진학한다고 한다.

## 캠퍼스 및 환경

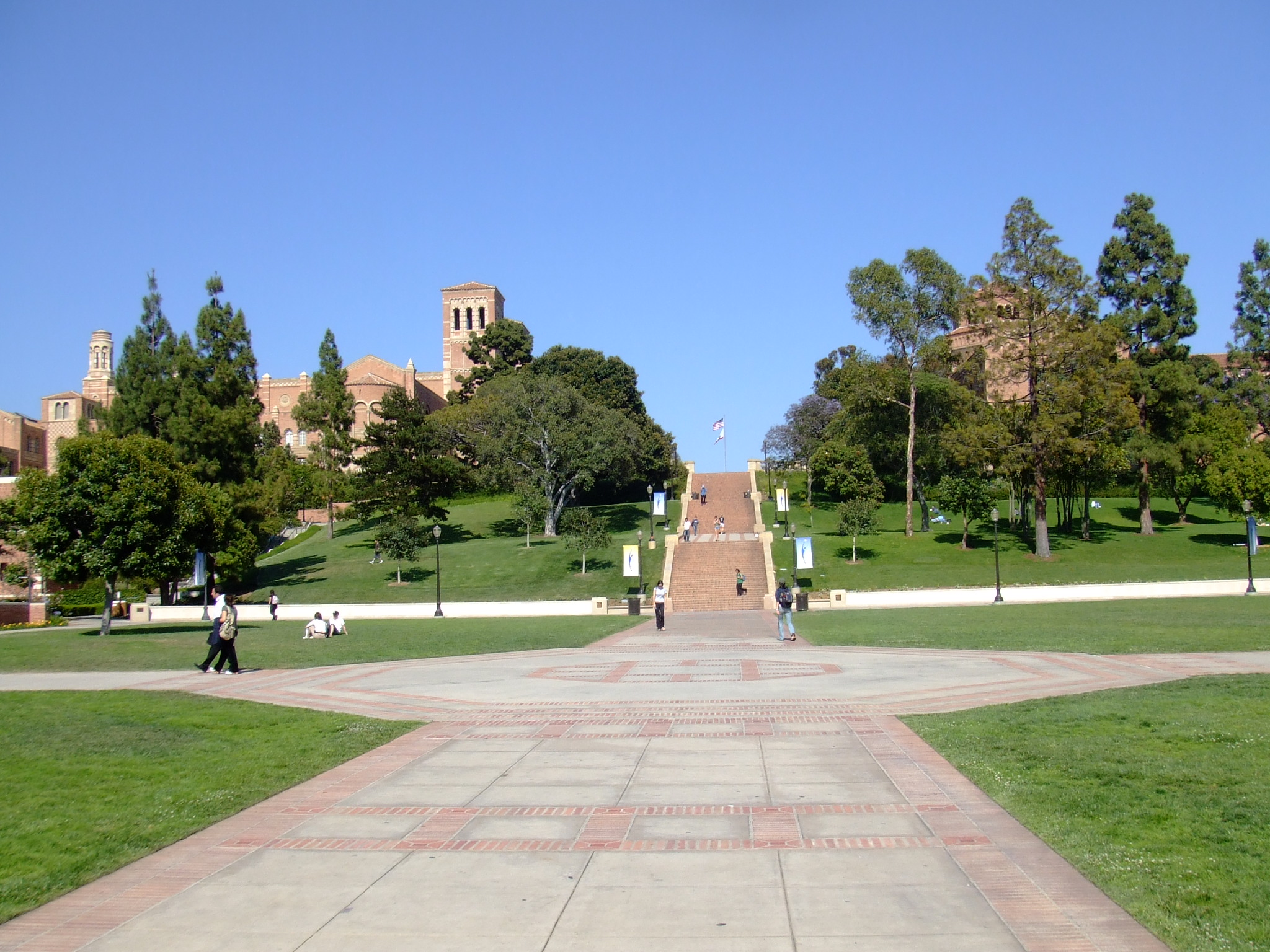
윌슨(Wilson) 광장
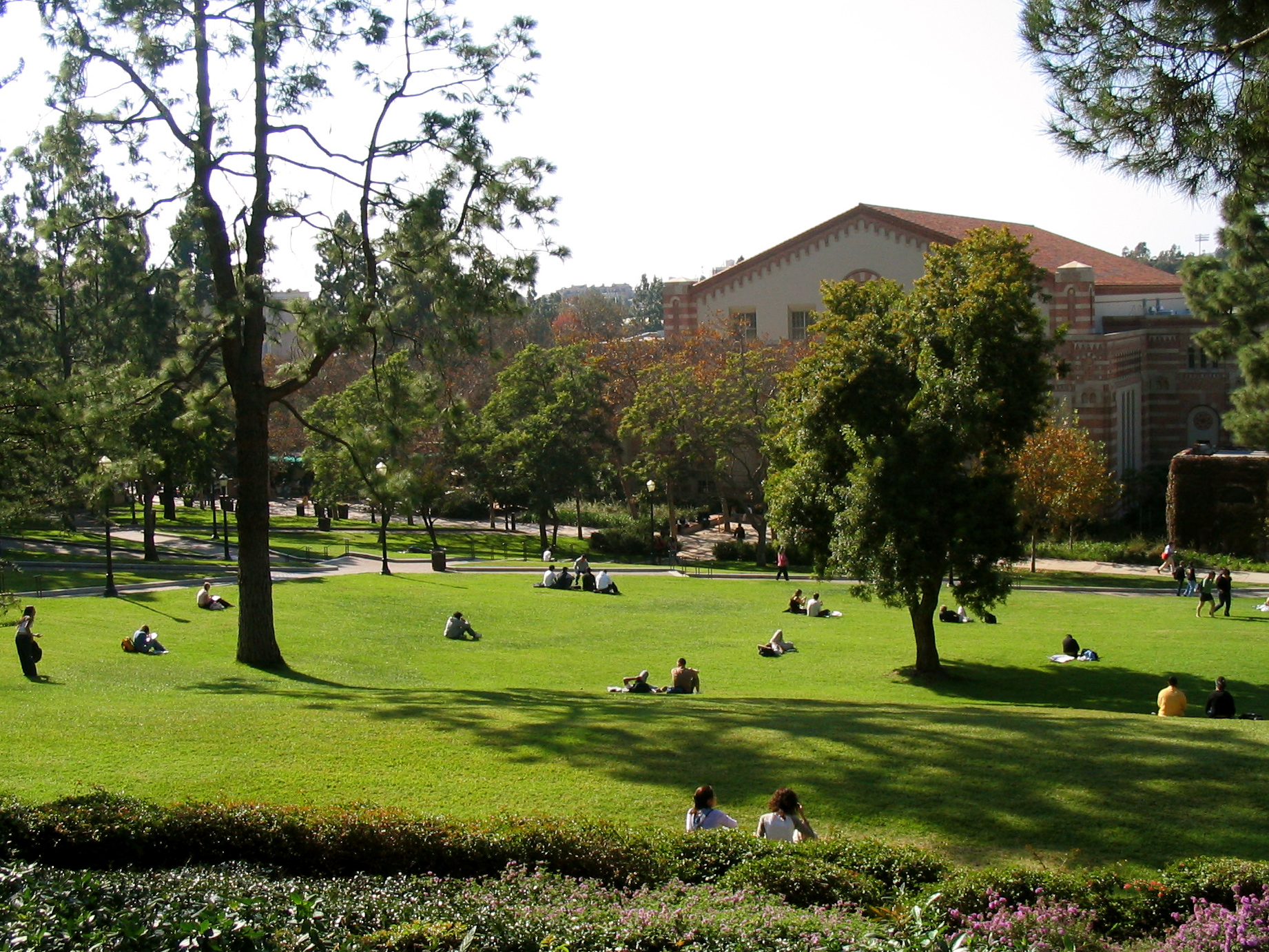
잔디로 덮여 있는 캠퍼스
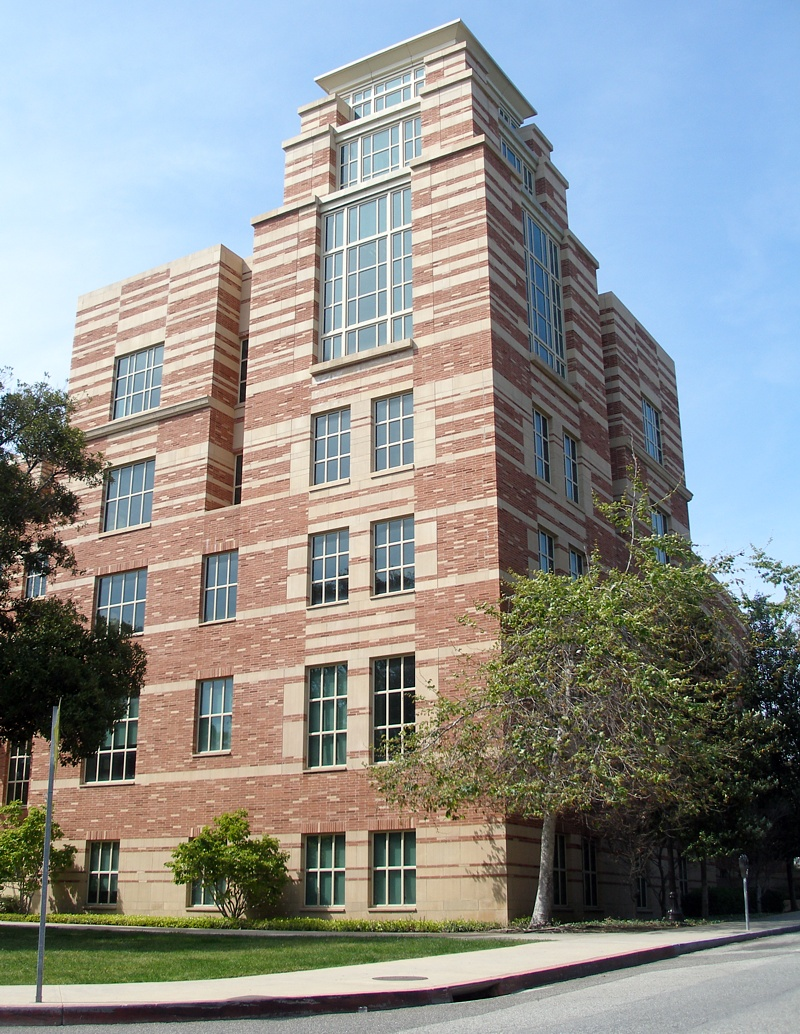
로스쿨 도서관
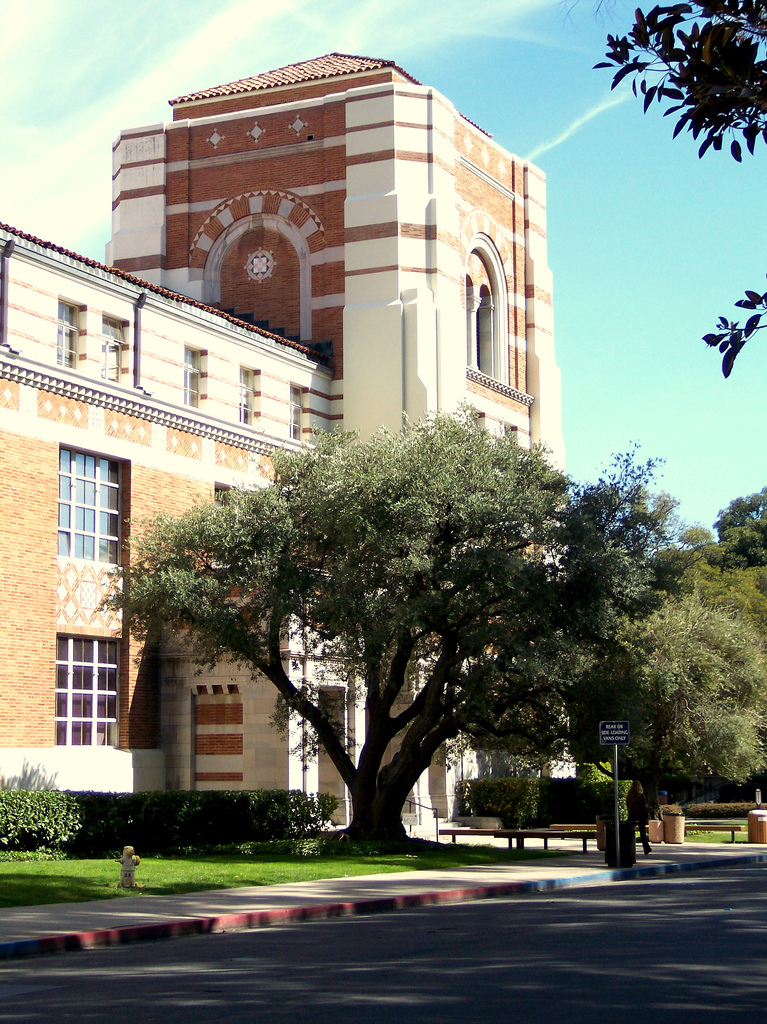
도드(Dodd) 홀
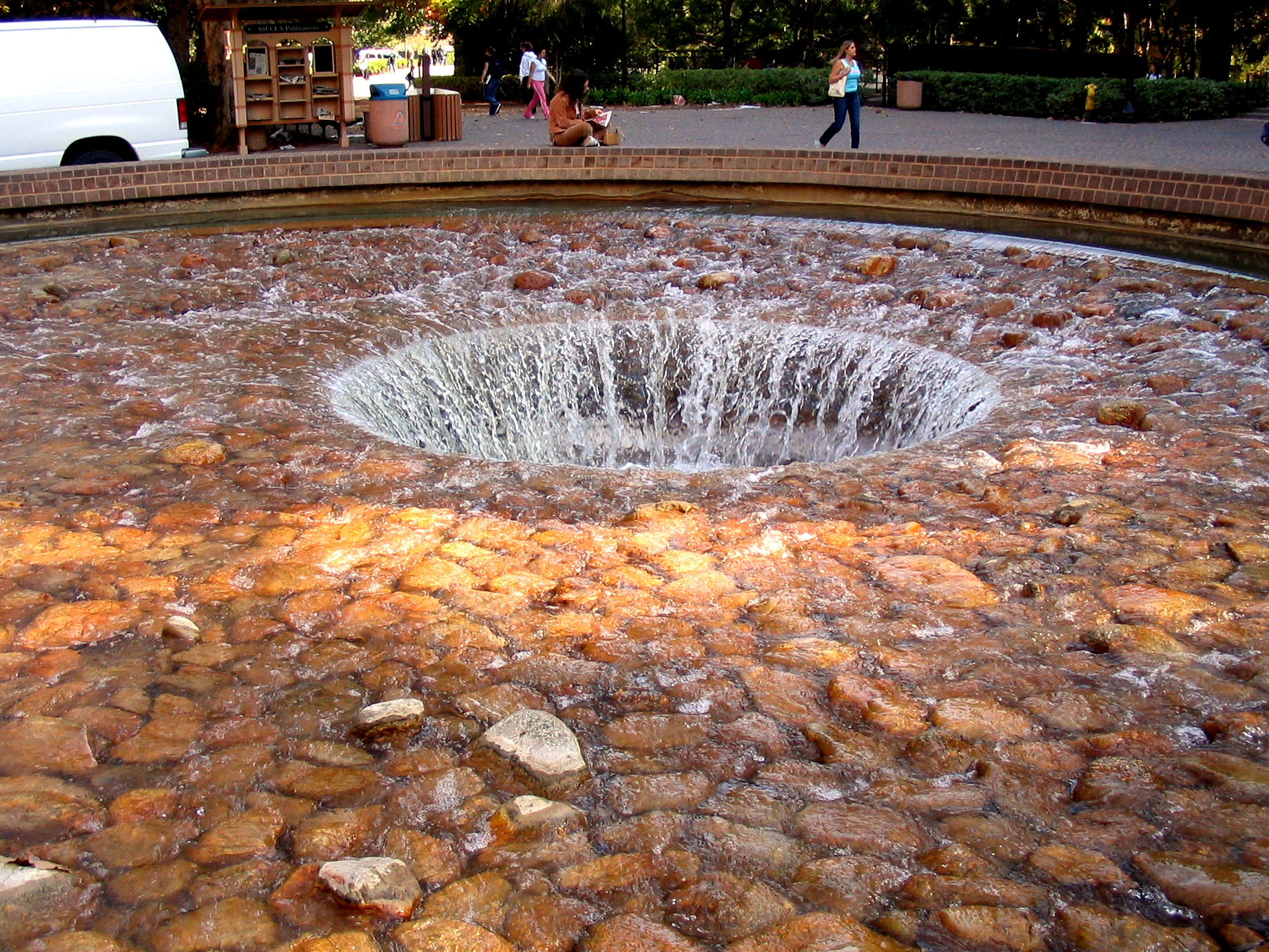
역(Inverted)분수
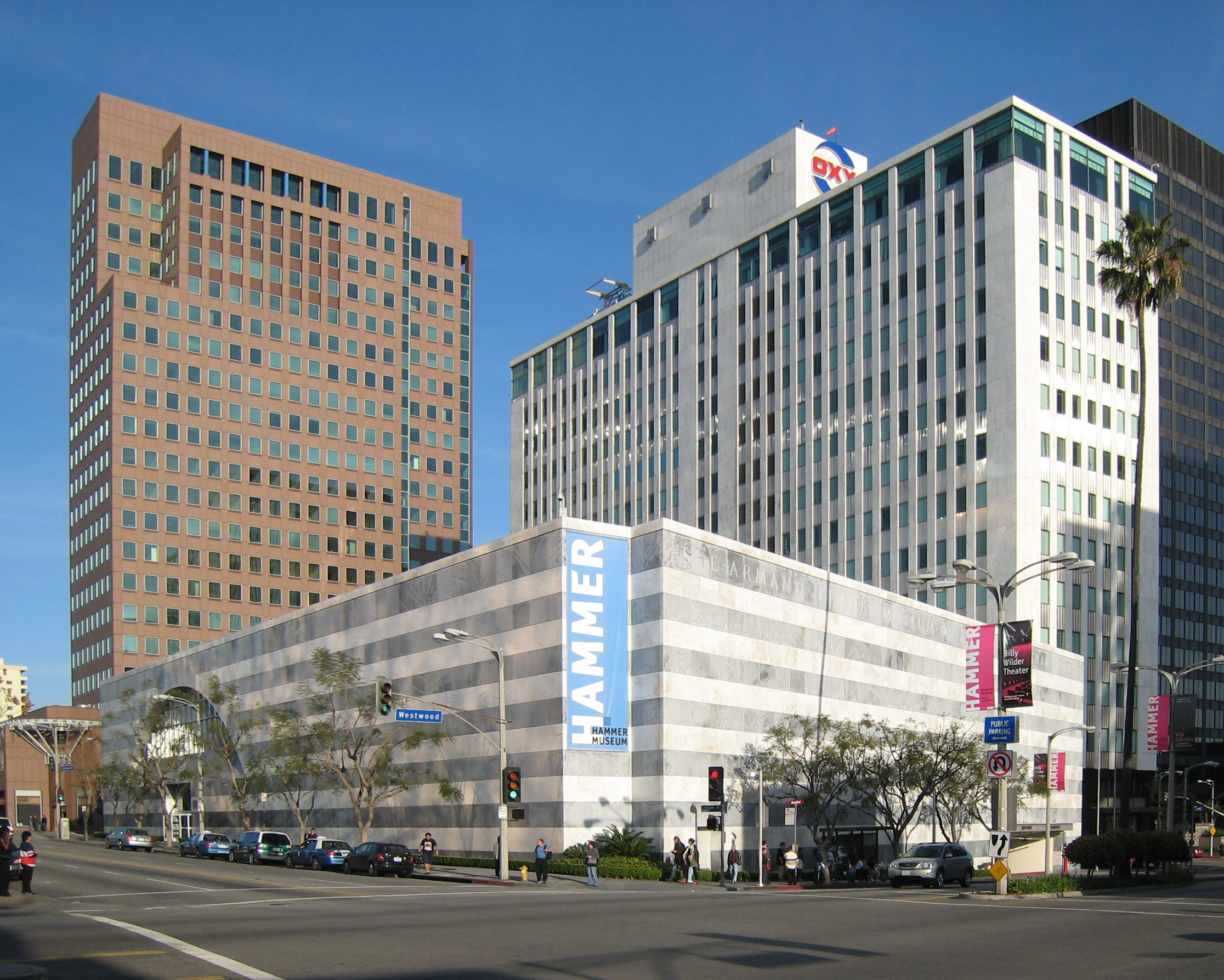
해머(Hammer)박물관
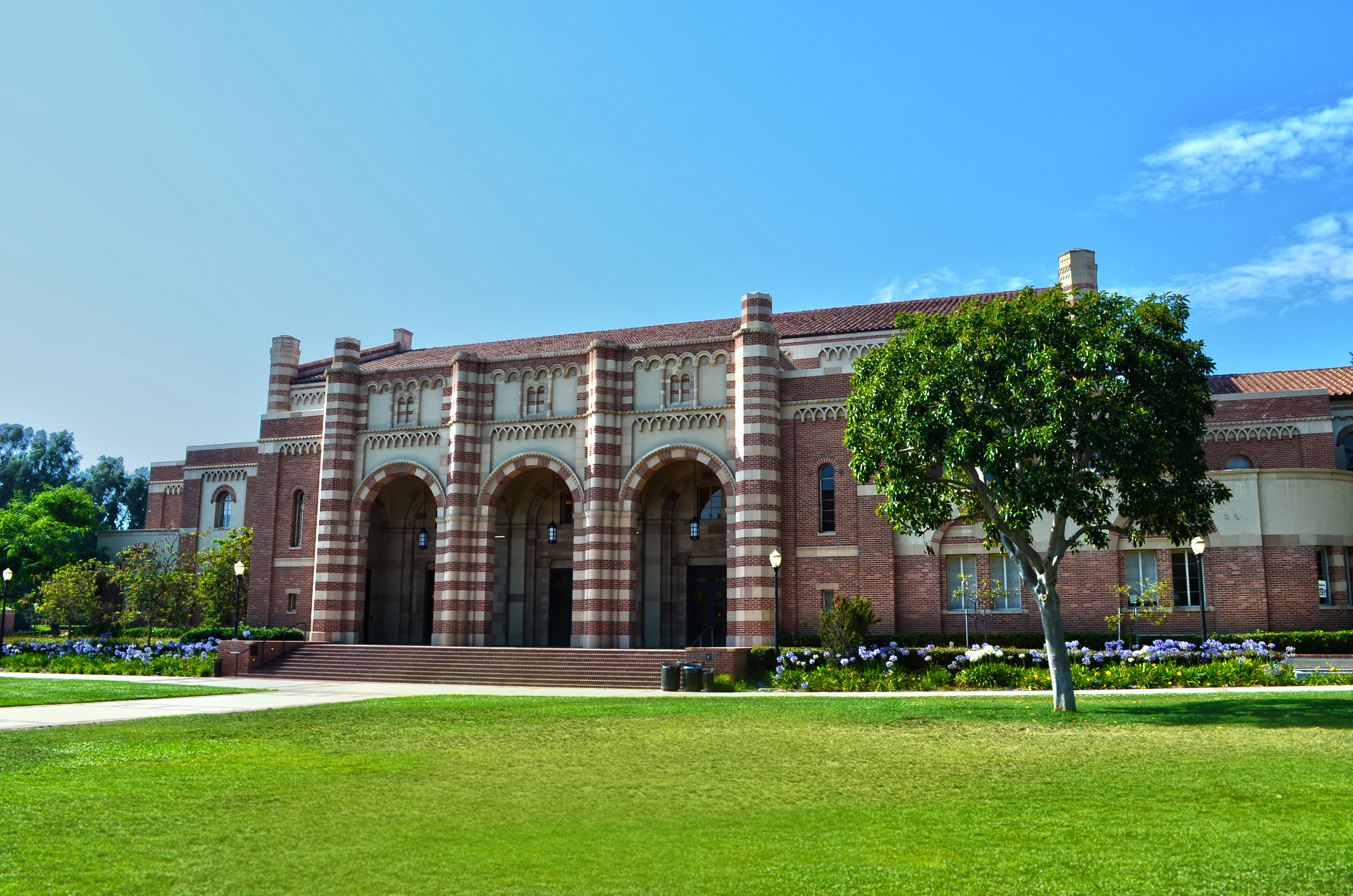
글로리아 커프만(Glorya Kaufman) 홀
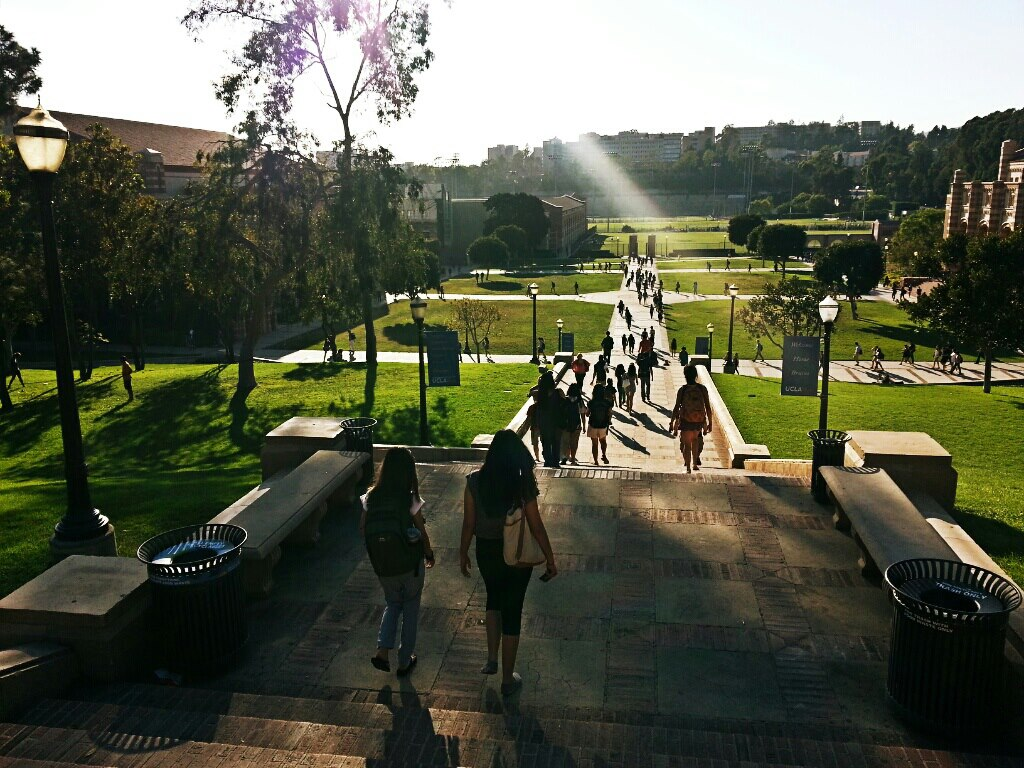
잔스 계단으로 내려가는 학생들
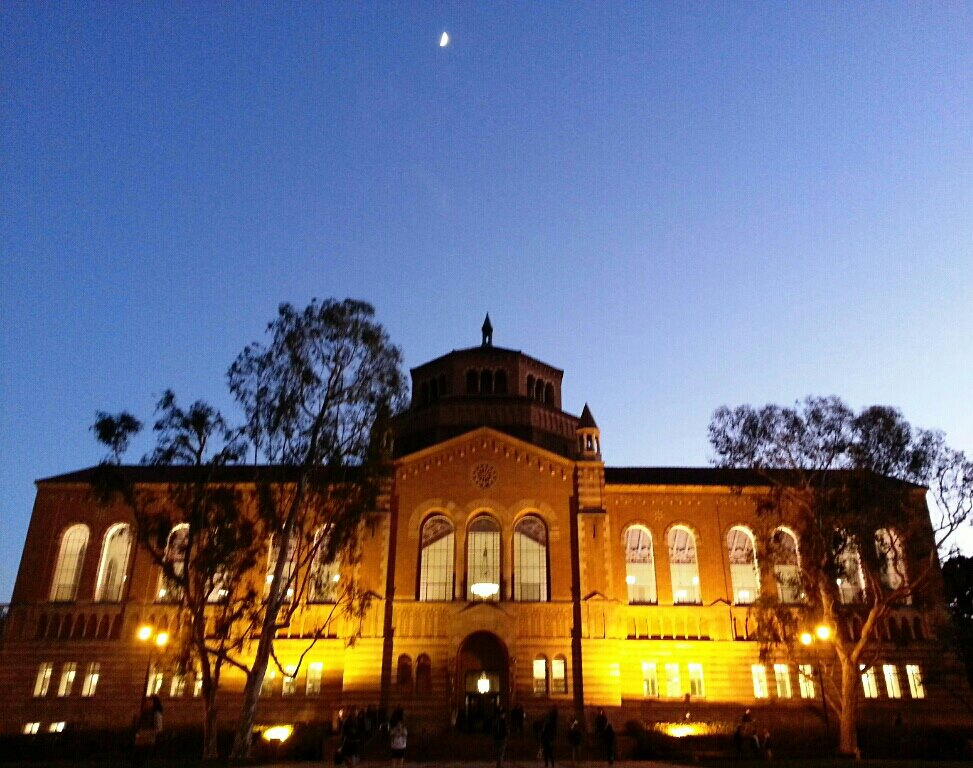
Powell 도서관의 야경
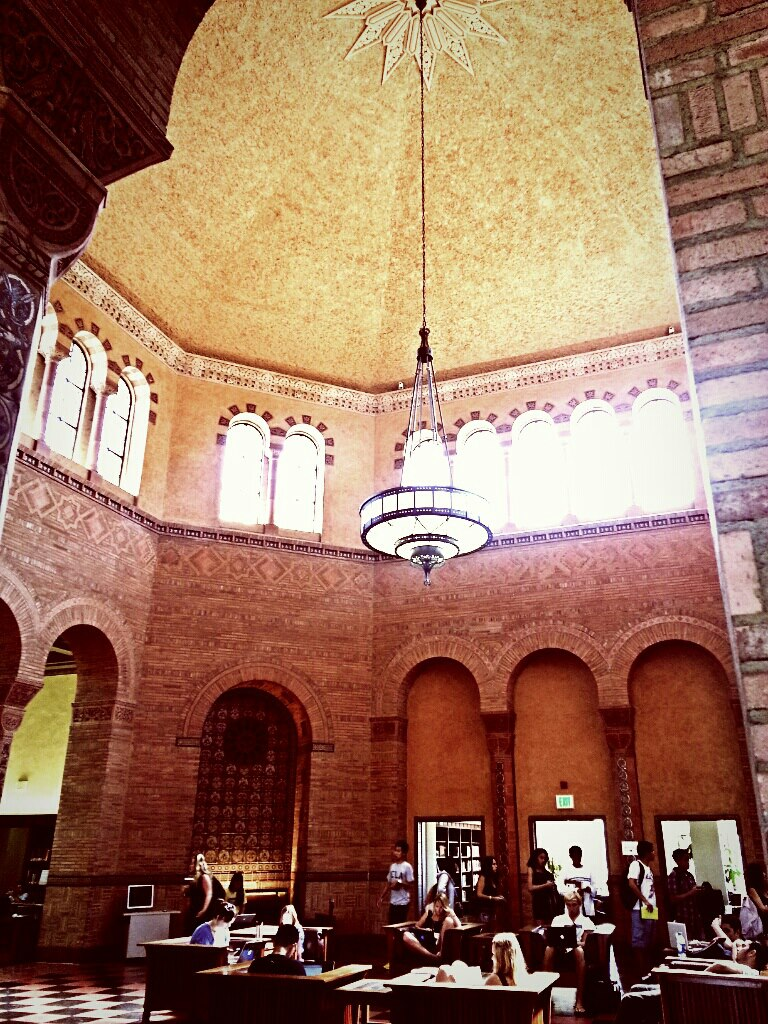
도서관 내부

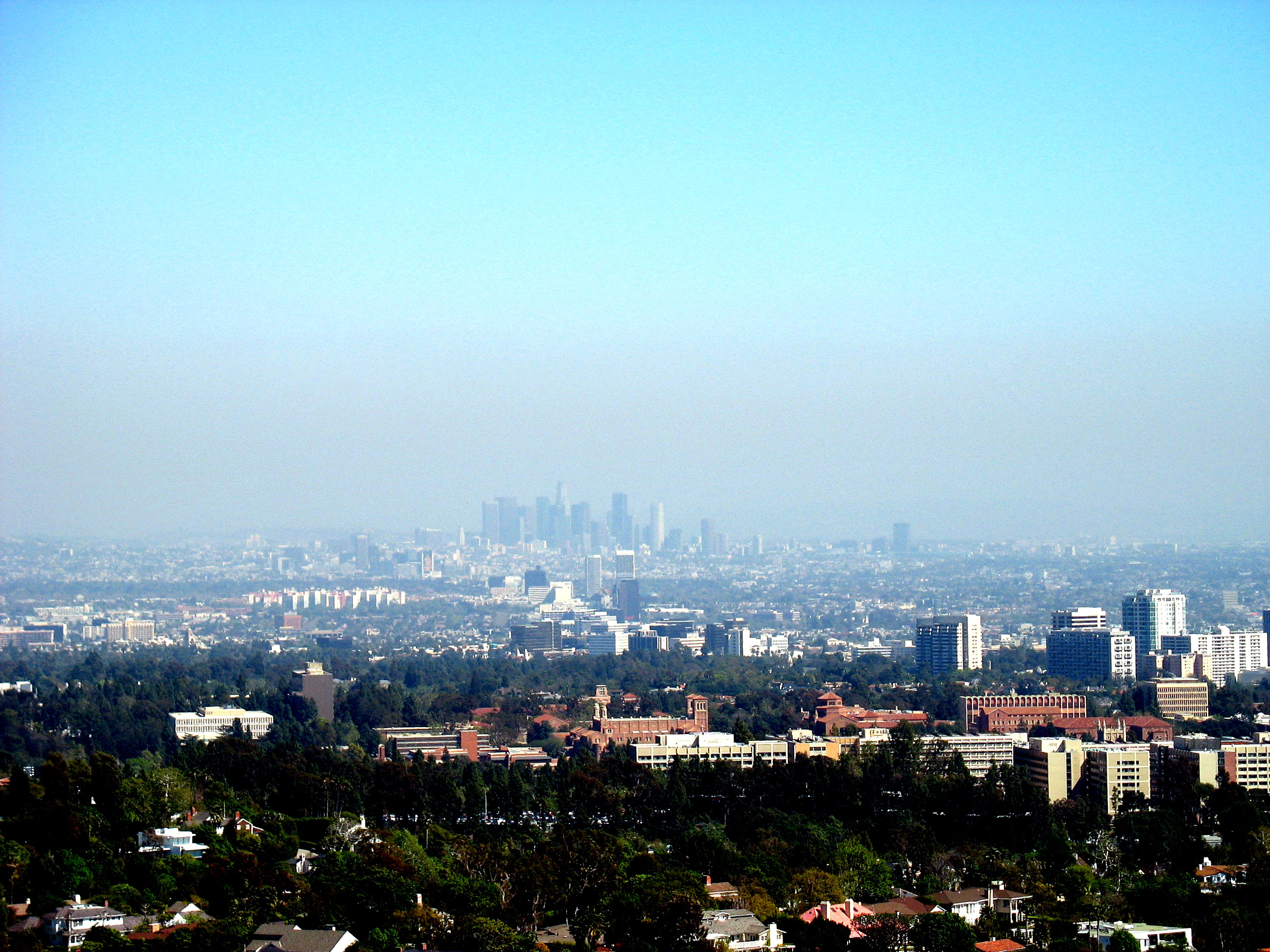
대학 캠퍼스와 로스앤젤레스 전경.

로스앤젤레스의 서부에 자리한 캠퍼스는, 설립 이후 웨스트우드로 옮겨간 1929년에는 건물이 네 동밖에 없었으나, 현재는 1.7 평방킬로미터에 걸쳐 163개의 건물로 이루어져있다.
웨스트우드 북쪽에 위치하며 선셋 대로의 남쪽에 걸쳐있는 캠퍼스는 부촌인 벨에어로 둘러쌓여있고 베벌리힐스, 할리우드, 로스앤젤레스 다운타운에 가까워 문화 활동과 오락 생활에 유리한 위치조건을 가지고 있다.
크게 북 캠퍼스(North Campus)와 남 캠퍼스(South Campus)의 두 부분으로 나뉘는데, 북 캠퍼스는 오래된 고풍의 건물들로 이루어져 있고, 주로 인문 계열의 전공 건물들이 자리잡고 있으며, 남 캠퍼스는 이공 계열의 전공들이 현대식 건물에 자리잡고 있다.
프랭크 D. 머피(Frank D. Murphy) 정원, 조각 공원, 분수가 있으며, 모든 건물이 도보로 연결되어있고 광장과 공원이 많다.
지역적 이점으로 일년 내내 맑고 시원하고 따뜻한 날씨를 자랑하고 있다.
주변에 박물관, 미술관 등 문화시설이 많으며, 오락 생활할 수 있는 조건이 풍족하다.

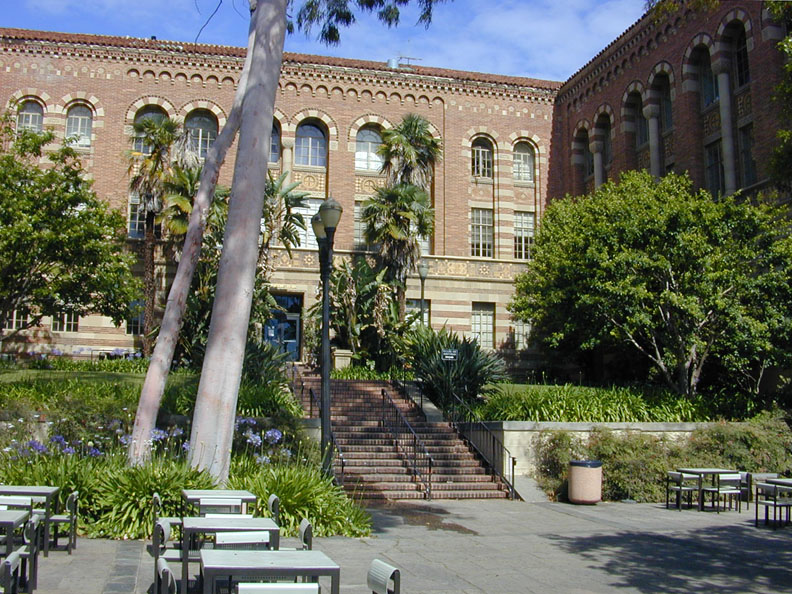
무어(Moore) 홀. 이국적 조경과 로마네스크 건축을 보여준다.

### 건축
건물의 대부분이 이탈리아 로마네스크 건축 양식 또는 로마네스크 부흥주의 양식이며, 넓은 정원과 잔디 그리고 이국적인 나무들로 캠퍼스가 아름답다.
초기 건물들은 Allison형제에 의해 지어졌고, 20세기에는 UC 샌디에이고를 설계한 William Pereira 등 유명 건축가로부터 건물을 설계받았다.
현대 건물들은 I. M. 페이, 시저 펠리, 로버트 벤투리와 같은 유명 건축가로부터 설계되었고 현재 많은 건물들이 공사중에 있다.

### 영화 배경
헐리우드와 가까운 위치로, 많은 영화가 촬영되었다. 영화 《잡스 (영화)》, 《금발이 너무해》, 《아메리칸 파이》부터 한국의 드라마 《러브스토리 인 하버드》가 촬영된 곳이다.

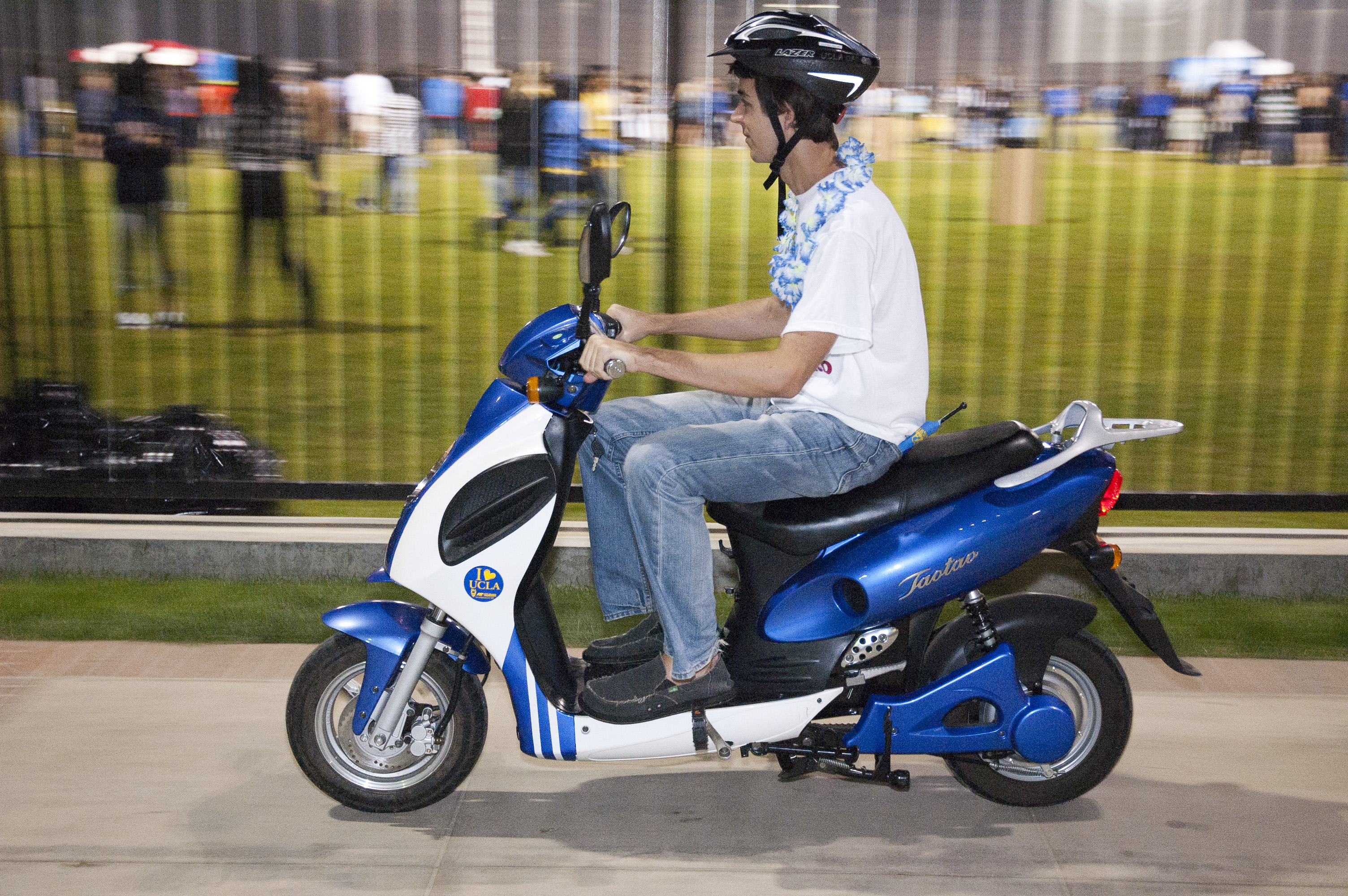
UCLA의 색깔인 파랑색으로 된 전기 자전거를 타는 학생

### 주요 건물
이탈리아 밀라노의 성당(Basilica of Sant'Ambrogio)에서 모티브를 따온 로이스 홀(Royce Hall)은 아름다운 건축뿐만아니라 이곳에서 열리는 공연들로 유명하다. 로스앤젤레스 필하모닉, 프랭크 시나트라, 루이 암스트롱, 엘라 피츠제럴드, 마일스 데이비스, 조지 거슈윈, 레너드 번스타인, 루치아노 파바로티 등 음악계 거장들의 공연과 존 F. 케네디, 알베르트 아인슈타인의 연설도 개최한 콘서트 홀이 있다. 이 건물은 1994년 지진으로 피해가 있었는데, 71만 달러를 들여 보수한 후 스티비 원더 등 유명 가수의 공연도 있었다.
캠퍼스 전경을 내려다보는 전망을 가진 잔 계단(Jann Steps)은 존 F. 케네디와 마틴 루터 킹 주니어가 연설을 한 곳으로도 유명하다.
프랭크 D. 머피(Frank D. Murphy) 정원은 로댕, 미로, 마티스와 같은 세계적인 예술가들의 작품을 전시하고 있다.

## 전통

UCLA 스포츠(Athletics) 팀 Bruins 로고

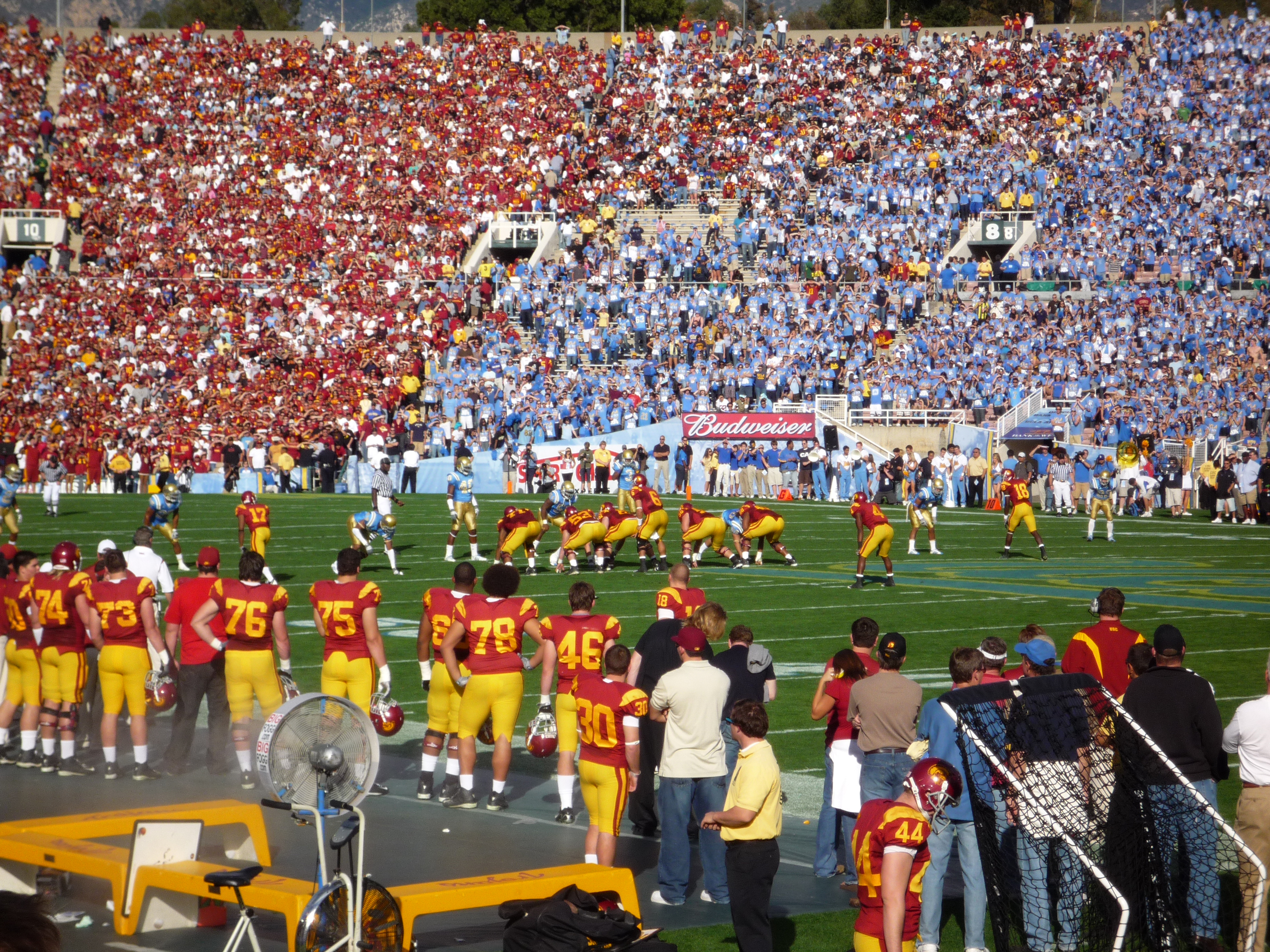
UCLA와 USC간 미식축구 경기. 라이벌 관계를 보여준다.

문화의 도시답게 많은 가수와 연예인을 초청해 공연을 주최하며 학생들이 많이 참여한다. 이 지역사회에 봉사와 과학기술적 교류가 활발하다. 이처럼 사회적 참여가 높으면서도 같은 지역에 위치한 사립 USC(남가주 대학교)와 라이벌 관계를 이루고있는데, 이들간 학문 및 스포츠 경쟁은 매우 치열하다.
캘리포니아 대학교의 일원으로서 청색과 노란색 계열을 상징으로 사용하는데, UCLA의 트루 블루(True Blue)와 금색은 학교의 주된 색상으로, 이는 스포츠 팀과 응원 팀 등에 널리 응용되어 학교를 상징한다.
기말 고사 주간 밤에 옷을 벗고 캠퍼스를 뛰어다니는 전통인 'Midnight Yell(Undie Run)'도 있다.

## 스포츠

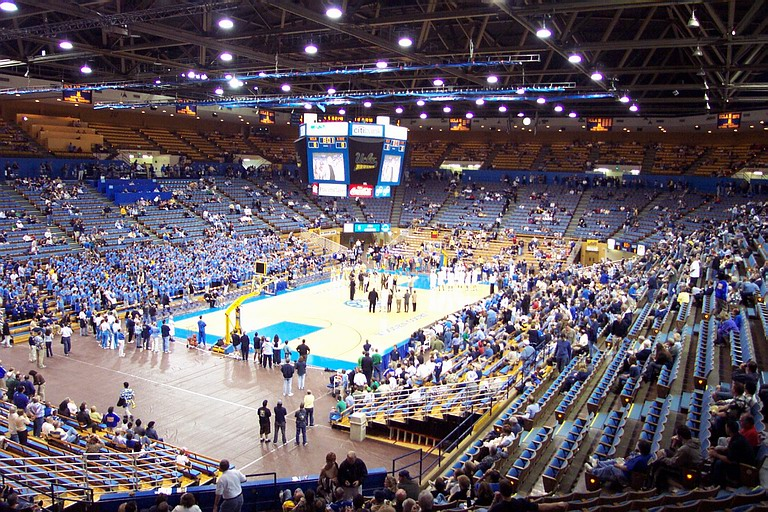
파울리(Pauley) 농구 파빌리온

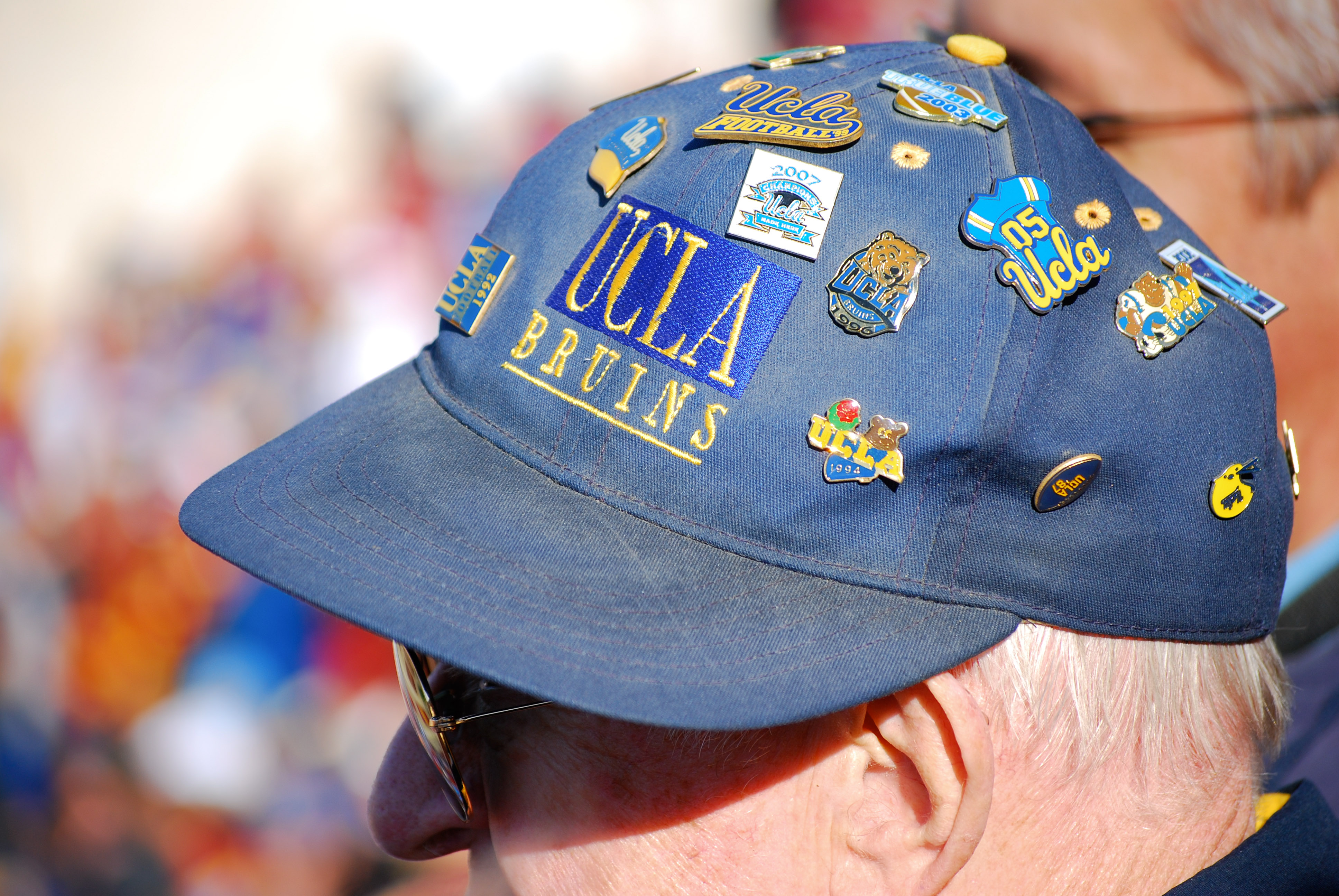
UCLA 응원문구로 가득 장식된 모자를 쓴 한 UCLA 팬.

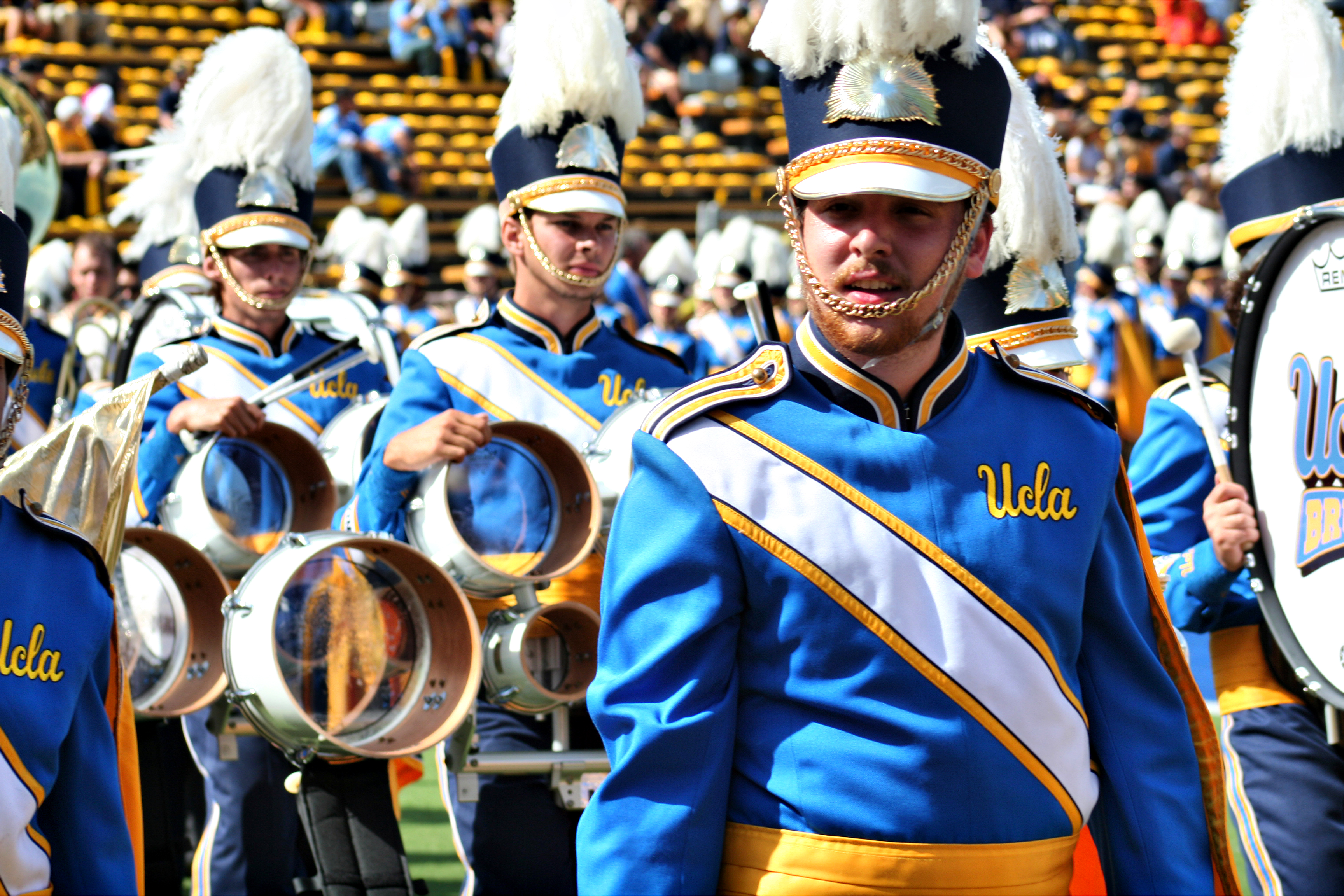
UCLA 마칭 밴드

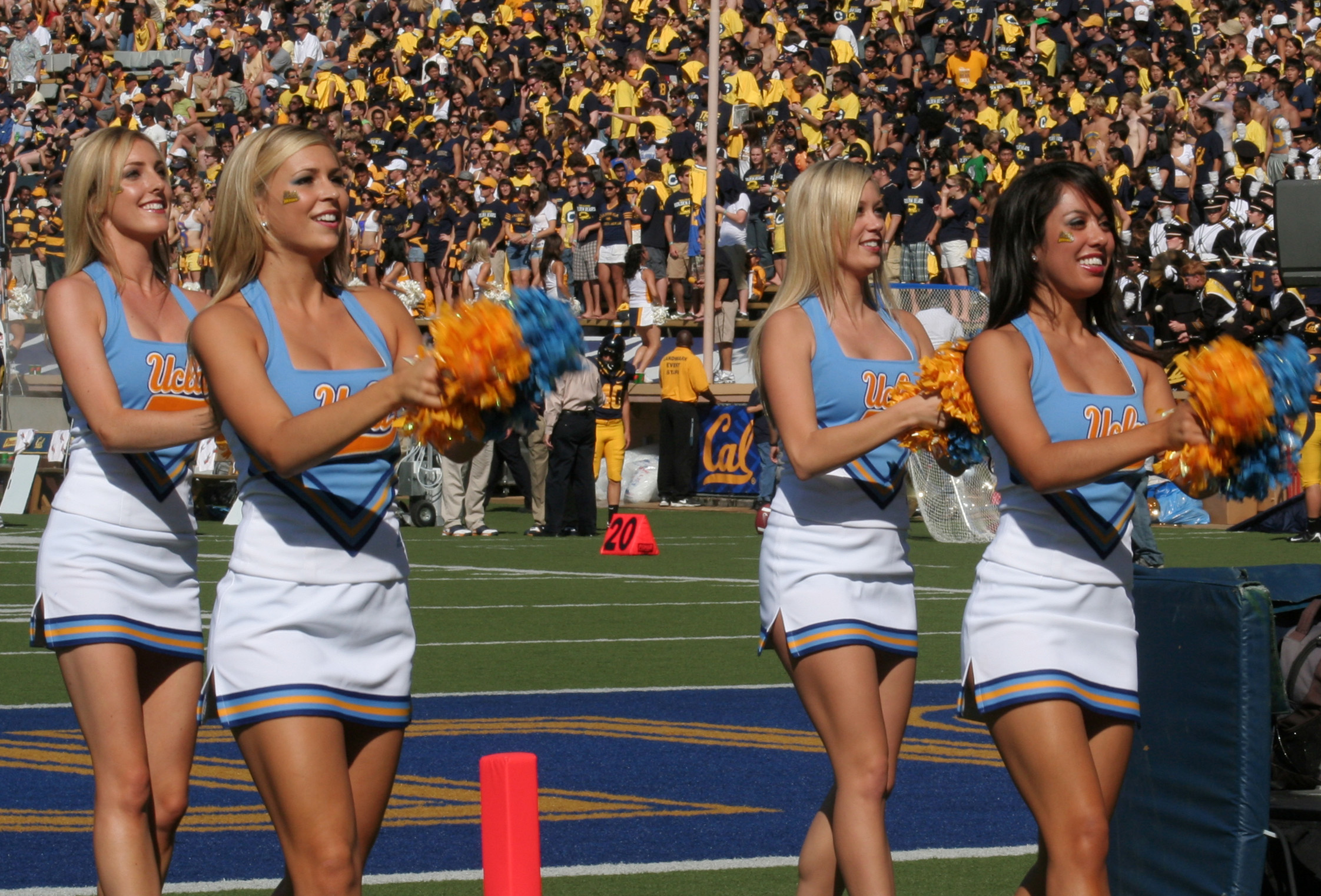
UCLA Spirit Squad 응원 팀

이 대학은 전 미국에서 가장 많은 스포츠 스타를 배출함은 물론, 대학 중 최다 올림픽 메달을 획득하기도 하였다. 다음은 UCLA의 NCAA(미국대학스포츠협회) 우승 기록은 다음과 같다.
남자 스포츠 (71회)
- 농구 - 11회
- 미식축구 - 1회
- 골프 - 2회
- 체조 - 2회
- 축구 - 4회
- 수영 - 1회
- 육상 - 8회
- 테니스 - 16회
- 배구 - 19회
- 수상폴로 - 8회

여자 스포츠 (37회)
- 골프 - 3회
- 체조 - 6회
- 육상 - 5회
- 소프트볼 - 11회
- 테니스 - 1회
- 배구 - 4회
- 수상폴로 - 7회

지미 코너스, 아서 애시 등 유명 테니스 선수부터 재키 로빈슨, 카림 압둘-자바, 카를로스 보카네그라(미국 축구 국가대표팀 주장) 등 유명 스포츠 선수를 많이 배출하였다.

## 저명한 동문

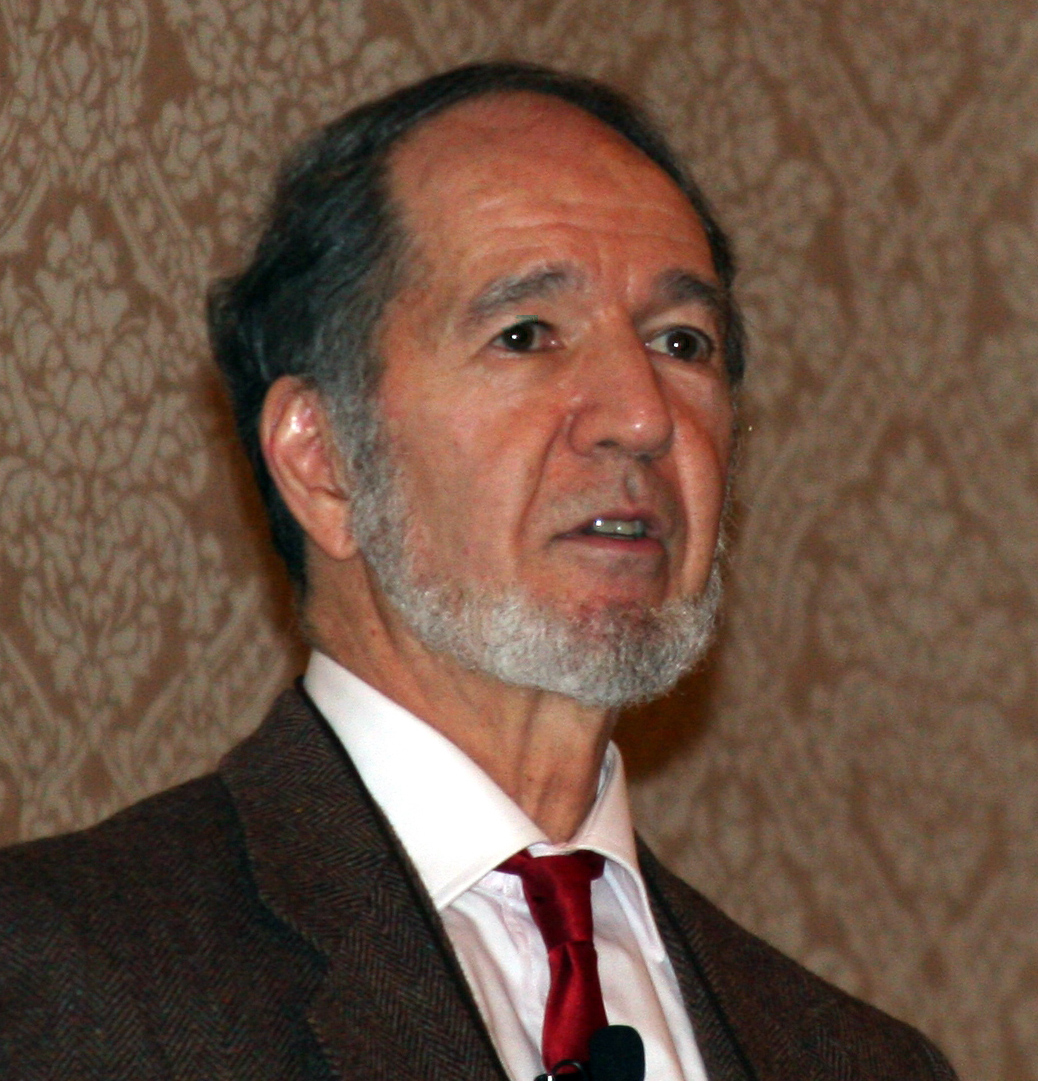
UCLA 의과대학 교수로, 퓰리처상을 수상한 재러드 다이아몬드

12명의 로즈 장학생과 7명의 노벨상 수상자를 비롯한 다양한 분야의 학계와 예술, 스포츠 분야에서 유명 인사들이 UCLA를 졸업했다. 다음은 이 학교가 배출한 명예 수상자 수의 목록이다.
- 노벨상 수상자 - 15명 (교수, 졸업생), 이중 7명이 졸업생
- 퓰리처상 수상자 - 3명
- 필즈상 수상자 - 1명
- 아카데미상 수상자 - 13명
- 프리츠커상 수상자 - 2명
- 올림픽 메달리스트 - 214명(금 106, 은 54, 동 54)
- 로즈 장학생 - 12명

저명한 졸업생으로는 정계에 뉴욕주 연방 상원의원 커스틴 질러브랜드, 전 로스앤젤레스 시장 토머스 브래들리와 안토니오 빌라레이고사, 재계에 블랙록 회장 겸 CEO 로런스 핑크, 블리자드 엔터테인먼트를 설립한 마이클 모하임, 앨런 애덤과 프랭크 피어스, 마이스페이스 공동설립자 톰 앤더슨, 구글 부사장 빈트 서프, 브로드컴 공동설립자 헨리 새뮤얼리, 학계에 노벨 경제학상 수상자 엘리너 오스트롬, 예술/문학계에 아카데미상 수상 작곡가 존 윌리엄스, 퓰리처상 수상 작가 마틴 셔윈, 《대부》 시리즈와 《지옥의 묵시록》으로 유명하고 오스카상을 다섯 번 수상한 영화감독 프랜시스 포드 코폴라, 배우 벤 스틸러. 팀 로빈스, 제임스 프랭코, 조지 타케이, 숀 애스틴, 홀랜드 로든, 마일로 벤티밀리아, 캐럴 버넷, 가수 세라 바렐리스, 록밴드 도어스의 짐 모리슨과 레이 만자렉, 록밴드 린킨파크의 브래드 델슨, 록밴드 마룬 5의 미키 매든, 록밴드 배드 릴리전의 그렉 그래핀이 있으며 스포츠계에는 미국 축구 국가대표팀 주장 카를로스 보카네그라, 2014년 보스턴 마라톤 우승자 멥 케플레지기 등이 있다. 한인 동문으로는 전산학자 전길남이 대표적이다.
또한 UCLA는 화려한 교수진을 자랑하는데 현재 《총, 균, 쇠》로 퓰리처상을 수상한 생리학/지리학/역사학자 재러드 다이아몬드, 나치 홀로코스트에 관한 책으로 퓰리처상을 수상한 역사학자 사울 프리드랜더, 필즈상을 수상한 수학자 테렌스 타오, 노벨 생리학·의학상을 수상한 생리학/약리학자 루이스 이그나로, 노벨 화학자 폴 보이어, 노벨 경제학자 로이드 섀플리가 UCLA에서 교수로 재직중이다.

## 같이 보기
- 캘리포니아 대학교
- UCLA 데이비드 게펜 의과대학
- UCLA 법학대학원
- UCLA 유학생 정착 안내서